# ديفيد أو (مغني)
ديفيد أو (هانغل: 데이비드 오) هو مغني كوري جنوبي، ولد في 29 يونيو 1991 في سان فرانسيسكو في الولايات المتحدة.